# Sven Christ
Sven Christ (Bienne, 9 dicembre 1973) è un allenatore di calcio ed ex calciatore svizzero, di ruolo difensore.

## Carriera

### Allenatore
Dopo aver allenato vari club di categorie minori, si siede per la prima volta su una panchina di un club professionistico approdando nel 2014 all'Aarau, club nel quale aveva militato come giocatore.

## Palmarès

### Calciatore
- Campionato svizzero: 1

Grasshopper: 1997-1998